# Agustina Andrade
Pour les articles homonymes, voir Andrade.
Agustina Pastora Andrade (9 août 1858 - 10 février 1891) est une poétesse argentine, considérée comme l'une des principales écrivaines de la génération de 1880 et « probablement la plus célèbre des poètes féminines des années 1870 ». Fille du poète Olegario Victor Andrade, ses poèmes sont loués par Martín Coronado (es)  pour leur « amour romantique idéalisé ». 

## Petite enfance et travail
Agustina Andrade est née à Gualeguaychú, Entre Ríos, le 9 août 1858 (ou 1861), fille du poète Olegario Victor Andrade et de Maria Eloisa Quiñones González. Intéressée par la poésie dès son plus jeune âge, elle commence à publier son travail à 16 ans. Avec son père et le jeune Leandro N. Alem, Andrade travaille sur son Álbum poético argentino, publié en 1877. Encouragée par son père, elle commence à publier ses poèmes dans La Tribuna, formant un style poétique distinct, clairement influencé par Victor Hugo et Gustavo Adolfo Bécquer. En 1878, elle publie le volume Lágrimas et écrit l'année suivante Flor de un día. Ses poèmes sont loués par Benigno Tejeiro Martínez et Martín Coronado (es) pour leur « amour romantique idéalisé ». Dans ses Poesías (1877), le poète Gervasio Méndez (es) inclut le poème "¿Cuándo vuelves á tu patria? A mi simpática amiga Agustina Andrade" (Quand reviendrez-vous dans votre pays? À ma bonne amie, Agustina Andrade). Le poème d'Andrade, La Fé, est décrit comme une « révélation ». 

## Vie privée
Andrade rencontre l'officier militaire Ramón Lista (1856-1897) lorsqu'il arrive pour explorer le sud de l'Argentine. En 1879, ils se marient à Buenos Aires. Lista quitte le Territorio Nacional de Santa Cruz (es) où il est devenu le deuxième gouverneur, tandis que Andrade vit dans Temperley, à une vingtaine de kilomètres de la ville de Buenos Aires. Bien qu'ils ne se voient pas beaucoup, le couple a deux filles. En 1890, Andrade apprend que son mari entretient une relation parallèle en Patagonie avec une femme autochtone Tehuelche, Koila, avec laquelle il a une fille. Le cœur brisé, elle s'enferme plusieurs mois dans sa maison avant de laisser ses deux filles à la charge de sa mère et de se suicider avec un revolver le 10 février 1891. Elle est inhumée au cimetière de Recoleta à Buenos Aires. 